# أليس باركر (محاكمات السحر في سالم)
أليس باركر Alice Parker، وهي من سكان قرية سالم، ماساتشوستس، أعدمت في 22 سبتمبر 1692 أثناء محاكمات السحر في سالم.
وأدينت مارثا كوري، ماري إيستي، آن بودياتور، ودوركاس هور وحكم عليهن بالإعدام شنقا في نفس الوقت، ولكن أعطيت لدوركاس مهلة بعد اعترافها بالكذب.
شنقت أيضا في ذلك اليوم ماري (بالولادة آير) باركر وصموئيل واردويل.
حكم القس نيكولاس نويس على ماري برادبري، ولكنها هربت. وتضمنت التهم الموجهة لأليس قتل الأم ماري وارن.
وتشير بعض المصادر إلى أن أليس كانت زوجة جون باركر.
كان هناك العديد من عائلات باركر في المنطقة مما أدى إلى بعض الارتباك.

## قراءات إضافية
- أبهام، تشارلز (1980). السحر في سالم: نيويورك: شركة نشر فريدريك اونجار., 2vv., v.2 pp. 179–85, 324.

## وصلات خارجية
- "Alice Parker". فايند أغريف. اطلع عليه بتاريخ 2010-09-14.